# Álvaro Quintana
Álvaro Quintana (Madrid, 9 de abril de 1990) es un actor, músico y bailarín español, conocido por interpretar el papel de Antonio "Antoñito" Palacios Ruzafa en la telenovela Acacias 38.

## Biografía
Álvaro Quintana nació el 9 de abril de 1990 en Madrid (España), y además de la actuación también se dedica a la música rock y la danza clásica.

## Carrera
Álvaro Quintana asistió a la escuela municipal de arte dramático (EMAD). Durante su carrera ha seguido diversos cursos como: uno de improvisación con Marta Poveda y Fernando Gil, uno de cuerpo basado en la obra de Wim Vandekeybus con Eduardo Torroja, uno de investigación actoral con Óscar de la Fuente, uno de interpretación con José Padilla y Josep María Mestres, uno de cuerpo con Mona Martínez, uno de investigación y creación con Jordi Casanovas para la creación de la obra Hey boy hey gir, uno de canto con Ana Cristina Marco y Rita Barber, uno de investigación y creación con José Manuel Mora para la creación de la obra Los nadadores nocturnas, una de música y ritmo con Mariano Marín, una de cuerpo y danza con Andoni Larrabeiti y una de combate escénico y manejo de armas con Jon Bermúdez. En 2016 protagonizó un cortometraje Actor, La guerra de los mundos y Amor express. En el mismo año participa en el videoclip Captains de Amar Hernández.
De 2017 a 2021 fue elegido por TVE para interpretar el papel de Antonio "Antoñito" Palacios Ruzafa en la telenovela emitida en La 1 Acacias 38 y donde actuó junto a actores como Rebeca Alemañy, Juanma Navas, Cristina Abad, Miguel Diosdado, Ana del Rey y María Blanco. En 2018 interpretó el papel de Pablo en la película Historias románticas (un poco) cabronas dirigida por Alejandro González Ygoa. Al año siguiente, en 2019, participó en el programa de televisión Telepasión española, emitido en La 1.
En 2020 protagonizó el cortometraje There will be Monsters dirigido por Carlota Pereda. En el mismo año participa en el programa de televisión Torres y Reyes. En 2022 protagonizó la serie Los pacientes del doctor García y Las noches de Tefía. En el mismo año interpretó el papel de Pablo en la película Notas sobre un verano dirigida por Diego Llorente.

## Vida personal
Álvaro Quintana está casado con Blanca Pérez desde el 12 de junio de 2022, con quien tuvo un hijo llamado Bruno.

## Filmografía

### Cine
| Año  | Título                                  | Personaje | Director                |
| ---- | --------------------------------------- | --------- | ----------------------- |
| 2018 | Historias románticas (un poco) cabronas | Pablo     | Alejandro González Ygoa |
| 2022 | Notas sobre un verano                   |           | Diego Llorente          |

### Televisión
| Año       | Título                          | Personaje                          | Notas         |
| --------- | ------------------------------- | ---------------------------------- | ------------- |
| 2017-2021 | Acacias 38                      | Antonio "Antoñito" Palacios Ruzafa | 857 episodios |
| 2022      | Los pacientes del doctor García |                                    |               |
| 2022      | Las noches de Tefía             |                                    |               |

### Cortometrajes
| Año  | Título                  | Autor          | Director                |
| ---- | ----------------------- | -------------- | ----------------------- |
| 2016 | Actor                   |                | Juan Pablo Pérez-Padial |
| 2016 | La guerra de los mundos | Georges Méliès | Juan Pablo Pérez-Padial |
| 2016 | Amor express            |                | Elvira García Sanz      |
| 2020 | There will be Monsters  | Carlota Pereda |                         |

### Videoclip
| Año  | Título   | Director       |
| ---- | -------- | -------------- |
| 2016 | Captains | Amar Hernández |

## Teatro
| Título                  | Autor                  | Director           |
| ----------------------- | ---------------------- | ------------------ |
| Fortunata y Benito      |                        | Laila Ripoll       |
| Ulloa                   | José Luis Arellano     |                    |
| Macbeth                 | William Shakespeare    | Alfredo Sanzol     |
| Barro                   |                        | José Luis Arellano |
| La isla del tesoro      | Robert Louis Stevenson | José Luis Arellano |
| La cicatriz             |                        | David Ramiro Rueda |
| Proyecto Homero. Ilíada | José Luis Arellano     |                    |
| Proyecto Homero. Odisea | José Luis Arellano     |                    |
| Fuenteovejuna           | José Luis Arellano     | Lope de Vega       |
| Oye chico, oye chica    | José Luis Arellano     |                    |
| El señor de las moscas  | José Luis Arellano     | William Golding    |
| Punk Rock               | José Luis Arellano     |                    |
| Invasión                | José Luis Arellano     |                    |

## Programas de televisión
| Año  | Título              | Canal | Notas                    |
| ---- | ------------------- | ----- | ------------------------ |
| 2016 | Making the Play     |       | Documental de televisión |
| 2019 | Telepasión española | La 1  | Programas de televisión  |
| 2020 | Torres y Reyes      |       | Programas de televisión  |